# Transaccionalismo
El transaccionalismo es una corriente psicológica de la primera mitad del siglo XX, actualmente superada por la psicología científica.
Según la formulación del psicólogo estadounidense John Dewey, el transaccionalismo aportó a la psicología de la percepción la concepción del proceso perceptivo como una transacción en la que los estímulos y el observador se implican mutuamente de forma que para definir el estímulo funcional o efectivo para un determinado observador es necesario conocer su conducta previa. Estímulo y conducta se encuentran inmersos en un círculo de interacción que determina su definición mutua.